# Eduardo Haro Tecglen
Eduardo Haro Tecglen (Pozuelo de Alarcón, 30 de junio de 1924-Madrid, 19 de octubre de 2005) fue un periodista español.

## Biografía
Eduardo Haro Tecglen era hijo de Eduardo Haro Delage, marino retirado, comediógrafo y periodista que fue represaliado y condenado a muerte al finalizar la guerra civil española. Condena que gracias a la solicitud de indulto formulada por su hijo Eduardo se le conmutó por treinta años de cárcel.[cita requerida]
Se casó con su prima Pilar Yvars Tecglen (1923-2016), con la que tuvo al poeta de la movida madrileña Eduardo Haro Ibars (1948-1988), fallecido de sida a los 40 años, y además a María del Pilar, Paloma (1955-2015), Eugenio (1958-1991), Marina (1962-1989) y Alberto (1964-1987). Alberto y Eugenio, músicos, formaron parte de las bandas de la Movida madrileña Glutamato Ye-Yé y Ciudad Jardín (y, en el caso de Alberto, también Sindicato Malone). Haro Tecglen se casó en segundas nupcias con Concepción Barral, con la cual tuvo dos hijos: Jonathan (1982-2006) y Yamila.
Estudió en la Escuela Oficial de Periodismo, donde se graduó en 1943. Fue primero colaborador (1939-1943) y después redactor (1943-1946) de Informaciones, redactor jefe del Diario de África y corresponsal en Tetuán (Marruecos español) de la agencia EFE (1946). Redactor jefe, crítico literario y corresponsal en París de Informaciones (1957-1960); corresponsal de El Correo Español-El Pueblo Vasco en París (1960); colaborador de Marca, Tajo, Heraldo de Aragón y director de Sol de España (Málaga, 1967); director de España (Tánger, 1967); columnista de Sábado Gráfico; redactor, columnista y subdirector (1968-1980) de Triunfo; director de Tiempo de Historia (1974-1978) y colaborador de Testimonio (1975) y crítico teatral de la Hoja del Lunes de Madrid (1977). A partir de 1978 entró como editorialista y crítico teatral  en El País, periódico en el que publicaba una columna diaria desde entonces. Utilizó los seudónimos «Pozuelo», «Juan Aldebarán» y «Pablo Berbén».
A los veinticuatro años publicó su primer libro, que fue poético: La callada palabra (1948), con prólogo de Alfredo Marqueríe.
Publicó más de 25 000 artículos. De tendencia republicana, subsistió en una situación de exilio interior en España escribiendo de pane lucrando artículos a favor del régimen franquista, como la oda al fundador de la Falange, José Antonio Primo de Rivera, «Dies Irae», algo que le reprocharon periodistas adversarios como Jaime Campmany.[cita requerida] En el capítulo «El niño fascista» de su libro El refugio, Haro Tecglen justifica estas acciones por cuestión de supervivencia, e indica que en su fuero interno sentía que no estaba siendo autor de su propia vida, que su verdadera vida le había sido robada con la caída de la República, la condena de su padre y la negación de sus títulos estudiantiles. Que se vio obligado a vestir el uniforme falangista para salvar a su padre de la condena a muerte.
Su crítica teatral fue inteligente y cáustica, uno de los puntos de referencia para la profesión, indiscutible y casi indiscutida, si bien alimentada por prejuicios ideológicos difícilmente sostenibles para el posmodernismo. Por ejemplo, su visión del teatro del Siglo de Oro está anclada en la interpretación sociológica que de él se hacía en los años setenta (la sumisión incondicional de los autores a la monarquía, su acendrado catolicismo, la presunta apología del honor...) sin tener en cuenta lo mucho que la crítica universitaria ha aportado en los últimos treinta años para eliminar estos prejuicios y descubrir los elementos más críticos. Fuera de esto, fue extraordinariamente severo con la recuperación de los clásicos que efectuó la Compañía Nacional de Teatro Clásico (CNTC) y Adolfo Marsillach recordó en sus memorias el tono agresivo de sus críticas y el daño que entonces produjeron a la Compañía. Del mismo modo, fue implacable con los autores del llamado «nuevo teatro español», a los que en general vapuleó sin compasión, incluso a muchos de ellos situados en su órbita ideológica. Un no casarse con nadie que más que virtud habría que pensar en si no es cierta actitud hosca no ya hacia los profesionales, sino hacia el teatro mismo.
El 17 de octubre de 2005, sufrió una parada cardiaca mientras comía en un restaurante. Fue trasladado a un hospital y falleció en la madrugada del martes 18. Donó su cuerpo a la ciencia. Durante sus últimos años escribía la columna visto/oído para el diario El País, un blog y mantenía la sección diaria barra libre en el programa La Ventana de la Cadena SER.

## Pensamiento
Su pensamiento complejo puede aglutinarse en la idea del altermundismo pesimista[cita requerida]: la posibilidad de otros mundos y la constatación de las enormes fuerzas que se oponen a esa construcción, bien sociales o simplemente mecánicas o naturales: el olvido, la muerte, el segundo principio de la termodinámica. Este pensamiento se hace especialmente agudo en lo refente a la pérdida del proyecto de la II República. Él se autodenominaba «rojo», adoptando en actitud reivindicativa el calificativo despectivo con el que el franquismo hacía referencia al bando perdedor. 
Su pesimismo nunca le conduce a la inactividad, aun a sabiendas de que toda batalla termina perdiéndose; pero algo queda. Es un pesimismo empeñado en la detección de las injusticias sobre las que se apoya nuestro mundo, nuestra civilización, frente al optimismo que valora esencialmente sus logros. Su línea argumental trata de convertir al individuo en persona y a las personas en pueblo consciente (con consciencia), entroncando con el librepensamiento y el ideal libertario de finales del XIX y principios del XX. Sus tesis se fundamentan en la fuerza disolvente de la consciencia sobre los instintos, los sentimientos, las revoluciones (incluso las más sangrientas) y la historia, que unido a una continua actualización y revisión del pasado, permiten extraer posibilidades y proyectar nuevos mundos compartidos, frente a la destrucción, el olvido o la petrificación-sacralización del pensamiento. Algunas líneas de su pensamiento se pueden recoger en las siguientes frases literales de sus artículos:
1) Sobre el terrorismo:

El gran proceso de la riqueza es centrípeto. [...] Esto que llamamos ahora terrorismo es una parte de las revoluciones que nunca se pudieron hacer, y hasta de la caída de las que llegaron a algo. Se responde con guerras: están perdidos. Todo lo demás con lo que se especula, alianza de civilizaciones, religiones opuestas o lo que se quiera, no son verdad: sólo hay pobres y ricos.

2) Sobre la búsqueda de la verdad, o más bien, sobre la búsqueda de análisis de los que se puedan extraer ideas y acciones de progreso:

Es más fácil encontrar muchas razones para defender lo falso que una sola razón para lo verdadero.

3) Sobre la sociedad de consumo y el medio ambiente, tras una campaña de sensibilización/culpabilización del Ministerio de Medio Ambiente en 2005 sobre el gasto de agua y de gasolina, Haro Tecglen escribió:

Sí, dejamos correr el agua; sí, dejamos correr la manguera de gasolina, querida Cristina [Ministra de Medio Ambiente de España en 2005], pero es que esta civilización nos ha hecho así, hemos creado unas clases minoritarias que necesitan eso para estar en la vida. Les hicimos creer [a los trabajadores] que el hombre feliz no tiene camisa: qué canallada. Y que el dinero no hace la felicidad: sí la hace.

## Obra
- 1948: La callada palabra: poesías (Prensa Castellana)
- 1977: Diccionario político (Planeta)
- 1988: El 68: las revoluciones imaginarias (Aguilar)
- 1993: ¡Qué estafa! Memorias y notas de un tiempo difícil (Aguilar)
- 1996: El niño republicano (Alfaguara) Memorias
- 1997: Cien días (Aguilar)
- 1997: La buena memoria (libro de conversaciones entre Fernando Fernán Gómez y Eduardo Haro Tecglen, recogidas por Diego Galán). (Alfaguara).
- 1998: Hijo del siglo (Aguilar) Memorias
- 1999: El refugio: situaciones: momentos de una vida (Aguilar) Memorias
- 2000: Arde Madrid (Temas de Hoy) Memorias
- 2001: Ser de izquierdas (Temas de Hoy)
- 2001: La guerra de Nueva York (Aguilar)

## Premios
- Premio de Periodismo Francisco Cerecedo (2002)
- Premio Ciudad de Alcalá de las Artes y las Letras (2002)